# Edward Ofere
Edward Junior Ofere, född 28 mars 1986, är en nigeriansk fotbollsspelare (anfallare).

## Karriär
Ofere spelade i Allsvenskan med Malmö FF säsongerna 2009 och 2010. Han kom till Malmö FF sommaren 2005 från Enugu Rangers och skrev kontrakt efter en tids provträning. Han är lång och stark och har fungerat som en så kallad target player med förmågan att hålla undan sina motståndare och skydda bollen, så att medspelarna kan flytta upp sina positioner. År 2010 skrev kontrakt med Lecce i Serie A till sommaren 2013. Men bröt detta kontrakt i december 2012. Sommaren 2013 skrev han ett korttidskontrakt med Trelleborgs FF, division 1 Södra.
Den 27 februari 2015 skrev Ofere på för skotska Inverness Caledonian Thistle. Dagen efter debuterade i en 2–1-förlust mot Motherwell, där han även gjorde sitt första mål för klubben.
I november 2020, efter att ha haft ett uppehåll från fotbollen, skrev Ofere på för division 4-klubben FC Trelleborg. Han gjorde tre mål på 10 matcher för klubben under säsongen 2021.

## Supportersång
Malmö FF:s supportrar har tillägnat honom en sång: Melodi: Volare med Umberto Marcato.
| ” | Ofere, o-o-o-oh, Ofere, o-o-o-oh! Han kom från Afrikas land, han satte vårt hjärta i brand. | „ |